# Кенассы Украины
В этой статье описываются кенассы, которые располагаются или располагались на территории современной Украины.
В 1879-80-х годах была проведена перепись прихожан караимских молитвенных домов. Их к тому времени было 28, с количеством прихожан 8588 человек.
В конце XIX века в Российской империи насчитывалось всего 20 действующих кенасс, 9 из которых находились в Крыму. В 1918 году в Крыму насчитывалось 9 караимских общин и 11 кенасс.
В настоящее время в Крыму сохранились здания 7 кенасс: две в Чуфут-Кале, две в Евпатории, одна в Симферополе, одна в Севастополе, одна в Бахчисарае. Все сохранившиеся крымские кенассы являются памятниками архитектуры. Разрушенные кенассы — кенасса на Мангуп-Кале, Феодосийская кенасса, Ялтинская кенасса, кенассы в Солхате, кенассы в Армянске, кенассы в Перекопе, кенассы в Карасубазаре. Самые старые из сохранившихся крымских кенасс — кенассы в Чуфут-Кале.
Кроме Крыма, кенассы располагались в Луцке, Киеве, Харькове, Бердянске, Николаеве, Херсоне, Екатеринославе, Одессе и Галиче.

## Список кенасс Украины
| Город       | Статус                        | Изображение |
| ----------- | ----------------------------- | ----------- |
| Евпатория   | Действует                     |             |
| Чуфут-Кале  | Действует                     |             |
| Харьков     | Действует                     |             |
| Киев        | Используется не по назначению |             |
| Севастополь | Используется не по назначению |             |
| Симферополь | Используется не по назначению |             |
| Бердянск    | Используется не по назначению |             |
| Феодосия    | Уничтожена                    |             |
| Луцк        | Уничтожена                    |             |
| Галич       | Уничтожена                    |             |
| Бахчисарай  | Используется не по назначению |             |
| Николаев    | Используется не по назначению |             |
| Одесса      | Уничтожена                    |             |
| Керчь       | Уничтожена                    |             |
| Херсон      | Уничтожена                    |             |
| Перекоп     | Уничтожена                    |             |
| Белогорск   | Уничтожена                    |             |
| Старый Крым | Уничтожена                    |             |

- Кенасса на Мангуп-Кале — разрушена в 1793 году, координаты — 44°35′35″ с. ш. 33°47′50″ в. д.HGЯO.
- Ялтинская кенасса — разрушена. Последний газзан — Соломон Иосифович Гумуш.
- Кенассы в Армянске — разрушены, в 1880 году старший газзан армянской кенассы — Зарах Харченко.

## Публикации
- Альбом «Комплекс караимских кенасс в Евпатории и другие кенассы в мире», сост. В. В. Миреев, Симферополь, 2006 г.
- Шайтан И. А., «О судьбах караимских кенасс в Крыму», Мещанская газета. — 1994. — № 22, 26 марта. — С. 8.
- Катунина Е. В., Катунин Ю. А. ПРИЧИНЫ ЛИКВИДАЦИИ РЕЛИГИОЗНЫХ ОБЩИН КАРАИМОВ В 40-60-е гг. XX в. Архивировано 4 декабря 2012 года.